# Eskilstuna stadsbibliotek

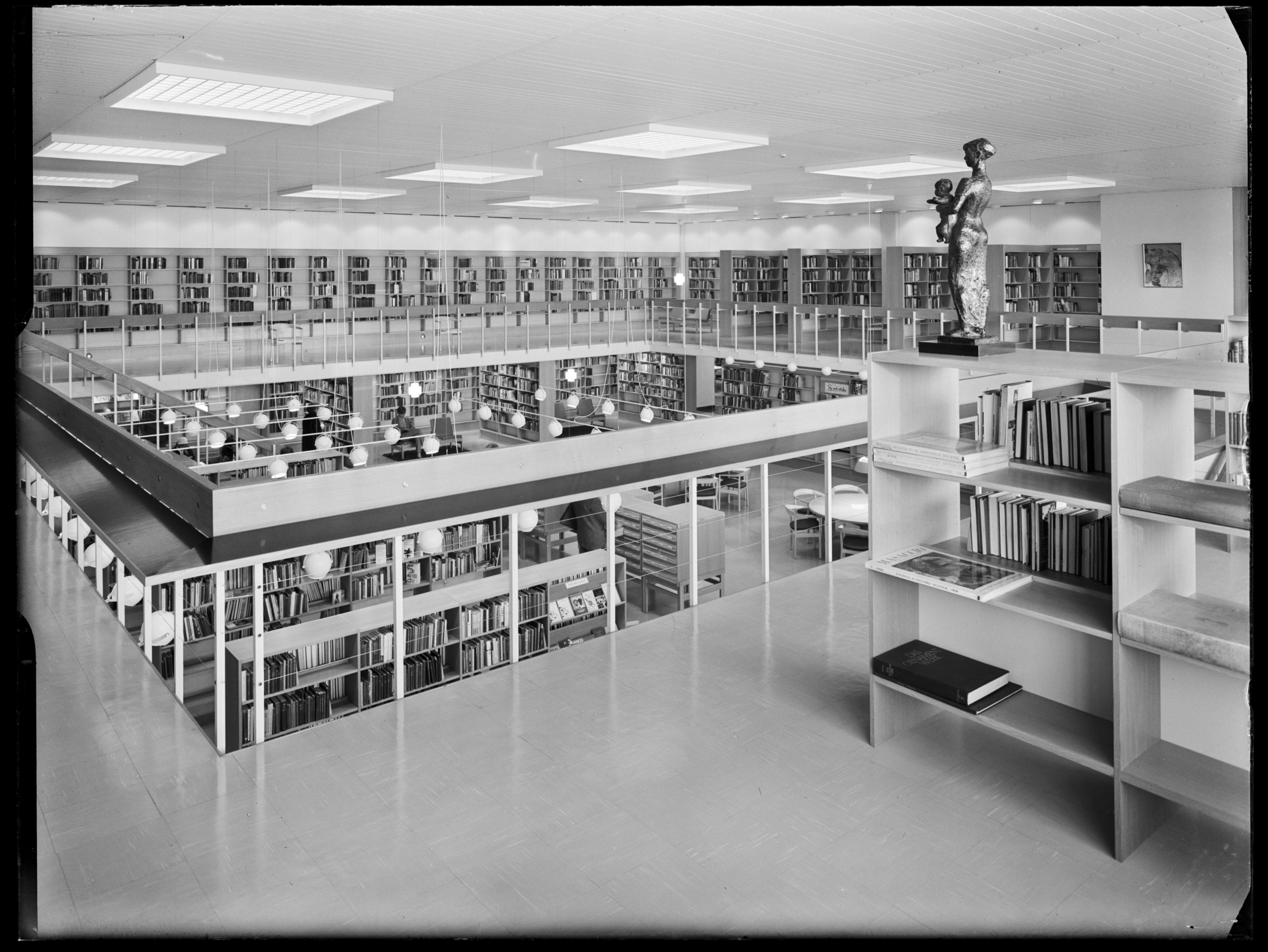
Interiörbild från 1965.

Eskilstuna stadsbibliotek är ett bibliotek som ligger vid Kriebsensgatan i centrala Eskilstuna. Byggnationen påbörjades i februari 1962. Byggnaden började användas under början 1964 men invigdes inte förrän i september 1965. Själva huset ritades av arkitekt SAR Gustaf Lettström och inredningsarkitekterna var SIR Lia Gottfarb och Hans Johansson.
Vid invigningen var bibliotekets totala yta 4 600 m² och av den ytan var 2 800 m² avsatt för den offentliga delen. Under åren 1995 och 1996 gjordes en större ombyggnad där bibliotekets publika yta utökades med ungefär 600 m².
Stadsbiblioteket i siffror (2015):
- cirka 1 500 besökare per dag
- cirka 1 200 lån per dag
- cirka 290 000 titlar

## Svenska Deckarbiblioteket
Svenska Deckarbiblioteket är ett forsknings- och studiebibliotek grundat 1989 och har som huvudsaklig uppgift att samla kriminallitteratur på svenska språket, såväl svenska original som översättningar till svenska, samt facklitteratur om kriminallitteraturgenren. Svenska deckarbiblioteket är en del av Eskilstuna stadsbibliotek.

## Regnbågshyllan

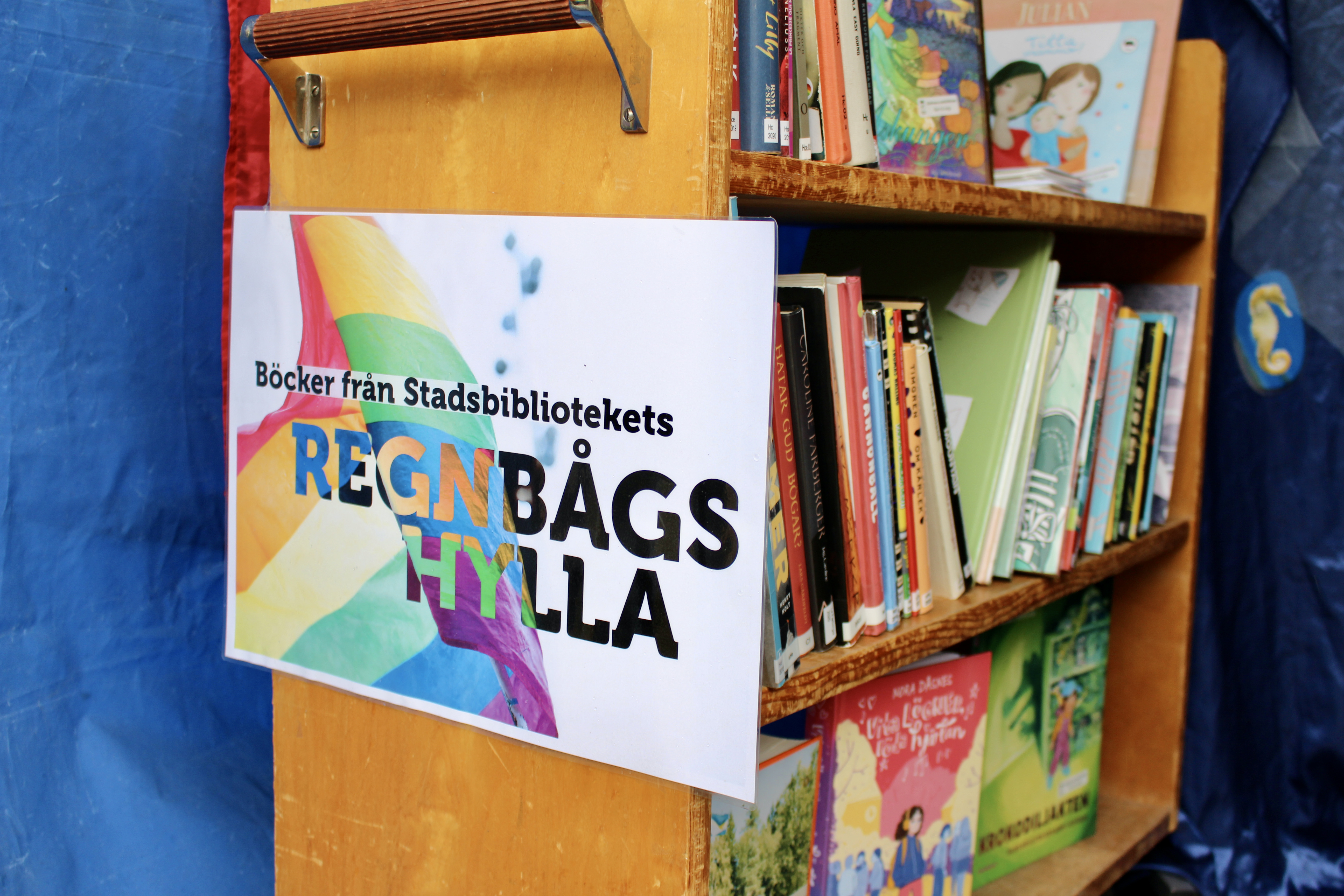
Regnbågshyllan på Eskilstuna stadsbibliotek 2022.

I september 2021 invigdes en "regnbågshylla" på Eskilstuna stadsbibliotek. Där finns olika romaner, facklitteratur, grafiska noveller, filmer och broschyrer men alltihop med temat HBTQIA+. Regnsbågshyllan riktar sig till alla människor som målgrupp.